# Paper de vidre

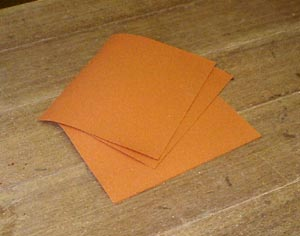
Paper de vidre

El paper de vidre o paper d'escat o paper d'escatar és una eina que consisteix en un suport de paper sobre el qual s'adhereix algun material abrasiu, com pols de vidre o esmeril.
Es fa servir per a eliminar petits fragments de material de les superfícies per a deixar-ne les cares llises, com en el cas del poliment de peces de fusta, a manera de preparació per tal de pintar o envernissar. També es fa servir per a polir fins a eliminar certes capes de material o en alguns casos a fi d'obtenir una textura aspra, com en els preparatius per a l'encolat. Les operacions descrites s'anomenen "fregada"
La mida del gra del paper de vidre se sol indicar amb un nombre inversament relacionat amb la mida de les partícules. Un nombre petit com 20 o 40, indica un gra gros, mentre que un nombre gran, com 1500, indica un gra fi.

## Història
La primera constància de l'existència del paper de vidre va ser a la Xina durant el segle xiii, quan es van adherir closques, llavors i sorra triturades al pergamí amb goma natural.
El paper de vidre va ser fabricat per primera vegada a Londres l'any 1833 per John Oakey, l'empresa del qual havia desenvolupat noves tècniques i processos adhesius que permetien la seva producció en massa. La frita de vidre conté partícules amb vores afilades que tallen bé, mentre que els grans de sorra se suavitzen i no funcionen bé com a abrasiu.
L'any 1921, 3M va inventar un paper de vidre amb gra de carbur de silici i un adhesiu i suports impermeables, conegut com a wet and dry. Això permetia el seu ús amb aigua, que servia com a lubricant per arrossegar les partícules que d'una altra manera obstruirien el gra.

## Tipus
Existeixen moltes varietats de paper de vidre amb variacions segons el suport, el material utilitzat pel gra i el gruix del mateix gra.

### Suport
A més a més del paper, el suport del paper de vidre inclou tela (cotó, polièster), una pel·lícula de PET i fibra o cautxú. El suport de tela s'usa per als discs i bandes, mentre que el mylar es fa servir com a suport pels grans extremadament fins. La fibra o fibra vulcanitzada és un material de suport resistent que consisteix en moltes capes de paper impregnat de polímer. El pes dels suports es designa amb una lletra. En el cas dels suports de paper, les classificacions de pes van de la lletra A la F, sent la A la més lleugera i F la més pesada. La nomenclatura de les lletres segueix un sistema diferent pels suports de tela, classificats amb J, X, Y, T i M, on J és el més lleuger i M el més pesat.

### Tipus d'abrasiu
El paper de vidre es pot classificar segons el tipus de material del gra
- vidre: actualment no s'utilitza
- sílex: actualment no s'utilitza
- granat: utilitzat habitualment en el treball de fusta
- esmeril: utilitzat habitualment per llimar o polir metalls
- òxid d'alumini: el més comú en l'actualitat, amb gran varietat de gra i el menor cost unitari; es pot utilitzar tant en metall com en fusta
- carbur de silici: disponible en grans molt gruixuts fins a micrograns, comú en aplicacions humides
- aluminia-circonia: utilitzada per aplicacions de rectificat en màquines
- òxid de crom: utilitzat en papers de gra extremadament fi (nivell micromètric)
- diamant: utilitzat per l'acabat i el polit de metalls durs, ceràmica i vidre
- òxid d'alumini ceràmic: s'utilitza en aplicacions d'alta pressió

### Tipus de capa
El paper de vidre pot ser de capa oberta o tancada:
- Els de capa tancada tenen la major part de la superfície del paper coberta de material abrasiu, per tant, s'utilitzen per treballar a mà o per materials més durs com metalls i fustes dures com el roure i la noguera americana. També proporcionen acabats molt fins. Són els més habituals.
- Els de capa oberta tenen menys densitat de grans abrasius. Hi ha entre un 30% i un 50% menys de grans abrasius, que fa que el paper de vidre sigui molt menys agressiu i sigui ideal per a treballar amb materials més tous com l'alumini, la fusta de pi o el coure.

### Adhesiu
El paper de vidre usen adhesius per unir el material abrasiu amb el suport. Habitualment es fan servir coles d'origen animal, però aquest tipus de cola no suporta la calor generada en usar el paper de vidre i no és impermeable. Els papers resistents a l'aigua usen adhesius de resina amb un suport impermeable.

### Forma
Es pot presentar de diferents maneres:
- full: en format de 9x11 polzades (23x28 cm) o en format DIN-A4 i derivats
- cinta: habitualment amb suport de tela per utilitzar en fregadores de cinta
- disc: per utilitzar en fregadores de disc i d'òrbita aleatòria. Poden estar perforats per adaptar-se cada model de fregadora. Poden anar fixades amb adhesiu o velcro.
- esponja: utilitzades en llocs estrets

### Mida del gra
La mida del gra es refereix a la mida de les partícules de materials abrasius que estan enganxats al paper de vidre. Aquestes mesures es determinen per la quantitat de material abrasiu que pot passar per unitat de superfície. Existeixen diverses normes per a establir la mida del gra, que determinen no només la mida mitjana, sinó també la variació permesa respecte a la mitjana. Les dues més comunes són l'estatunidenca CAMI (Coated Abrasive Manufacturers Institute) i l'europea FEPA (Federation of European Producers of Abrasives) que és el mateix que la ISO 6344.
| Micro-gra     | Micro-gra      | Micro-gra               | Micro-gra               | Micro-gra                                                                                        |
| Tipus         | CAMI           | FEPA                    | Diàmetre                | Utilització                                                                                      |
| ------------- | -------------- | ----------------------- | ----------------------- | ------------------------------------------------------------------------------------------------ |
| Ultra-fi      | 800 o 1000     | P1500, P2000 o P2500    | 8,4 a 12,6 micròmetres  | Escatat final i poliment d'acabats                                                               |
| Super-fi      | 400, 500 o 600 | P800, P1000 o P1500     | 15,3 a 23 micròmetres   | Acabat final de fusta                                                                            |
| Extra-fi      | 360 o 320      | P400, P500 o P600       | 25,8 a 36 micròmetres   | Inici del poliment de la fusta                                                                   |
| Molt fi       | 240            | P240, P280, P320 o P360 | 40,5 a 58,5 micròmetres | Escatat d'acabats en capes consecutives i de plaques de guix i fusta                             |
| Macro-gra     |                |                         |                         |                                                                                                  |
| Tipus         | CAMI           | FEPA                    | Diàmetre                | Utilització                                                                                      |
| Molt fi       | 150, 180 o 220 | P150, P180 o P220       | 190 a 265 micròmetres   | Escatat sobre fusta                                                                              |
| Fi            | 100 o 120      | P100 o P120             | 115 a 162 micròmetres   | Preparació de la fusta per l'acabat, neteja del guix i eliminació de marques d'aigua en la fusta |
| Mitjà         | 80             | P60 o P80               | 190 a 265 micròmetres   | Escatat de la fusta per preparar-la per eliminar el vernís                                       |
| Gruixut       | 40, 50 o 60    | P40 o P50               | 336 a 425 micròmetres   | Eliminació de la capa de residus                                                                 |
| Extra-gruixut | 24, 30 o 36    | P12, P16, P30 o P36     | 530 a 1815 micròmetres  | Primer escatat de terres de fusta                                                                |

## Abrasiu revestit

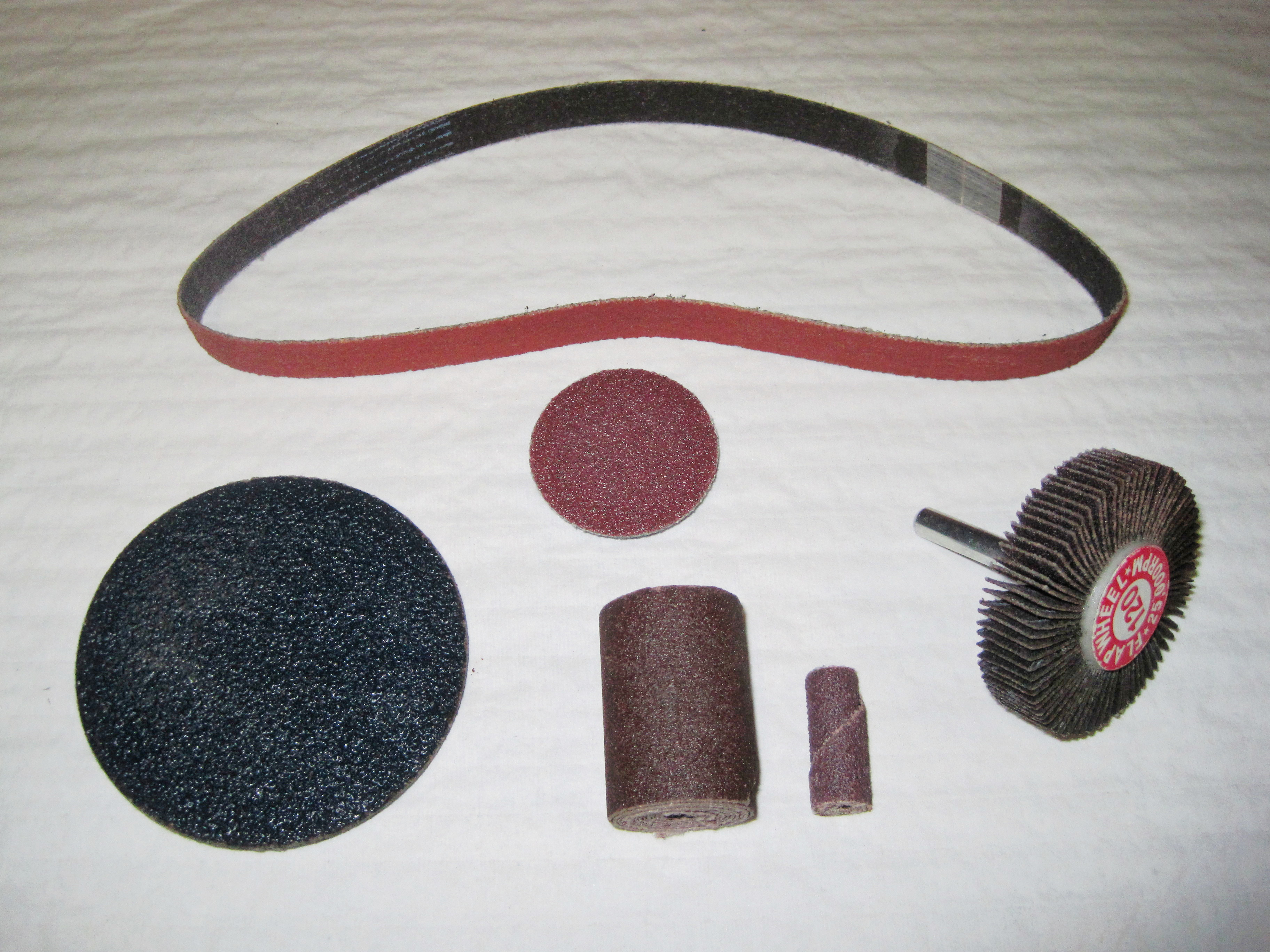
Abrasius revestits assortits

Un abrasiu revestit és un gra abrasiu unit a un substrat flexible usant adhesiu. Els substrats comuns són paper, tela, fibra vulcanitzada i pel·lícules de plàstic i vénen en mides de gra que van des de molt gruixut (~2 mm) fins a ultrafines (submicròmetres). L'estàndard internacional per a abrasius revestits és ISO 6344. El paper de vidre i la tela d'esmeril són abrasius revestits per a ús manual, generalment precisió. Altres formes abrasives recobertes inclouen cordons de poliment, coixinets, cinturons i discos. Les variants estan disponibles per a ús manual o com a components per a eines elèctriques com a politadores, esmoladores i polidores de banda.

### Sistemes de muntatge
Un sistema de canvi ràpid s'usa comunament amb abrasius revestits tipus disc. A una de les cares, que està roscada, s'uneix una galleda de plàstic o metall. Això després s'acobla directament a la polidora/esmoladora d'angle recte esmoladora o a un mandril que es pot muntar en una polidora, esmoladora o trepant. L'avantatge és que el disc es pot reemplaçar ràpidament quan sigui necessari. Els discs de canvi ràpid varien en mides des de 50 mm fins a sense límit superior.

## Bons
S'utilitzen diferents adhesius per unir l'abrasiu al paper. La cola oculta encara es fa servir, però aquesta cola sovint no pot suportar la calor generada durant el poliment a màquina i no és resistent a l'aigua. Els papers de vidre a prova d'aigua o els papers de vidre humits/secs usen un aglomerant de resina i un respatller impermeable.
El paper de vidre pot ser de "capa tancada" o "capa oberta". Aproximadament del 90% al 95% de la superfície és coberta amb grans abrasius amb una capa tancada. El paper de vidre de capa tancada és bo per polir a mà o per treballar amb materials més durs. En comparació, del 50% al 70% de la superfície es cobreix amb grans abrasius amb paper de vidre de capa oberta. La separació entre partícules fa que el paper de vidre sigui més flexible, cosa que evita que el paper de vidre s'obstrueixi. No obstant això, les bretxes en la cobertura de gra limiten la capacitat del paper de vidre per fer fins i tot treballs de poliment. El paper de vidre de capa oberta és millor per a materials més tous.
El paper de vidre humit i sec és més efectiu quan es fa servir humit perquè les partícules s'eliminen de la superfície de poliment i redueixen l'obstrucció.

## Tela d'esmeril

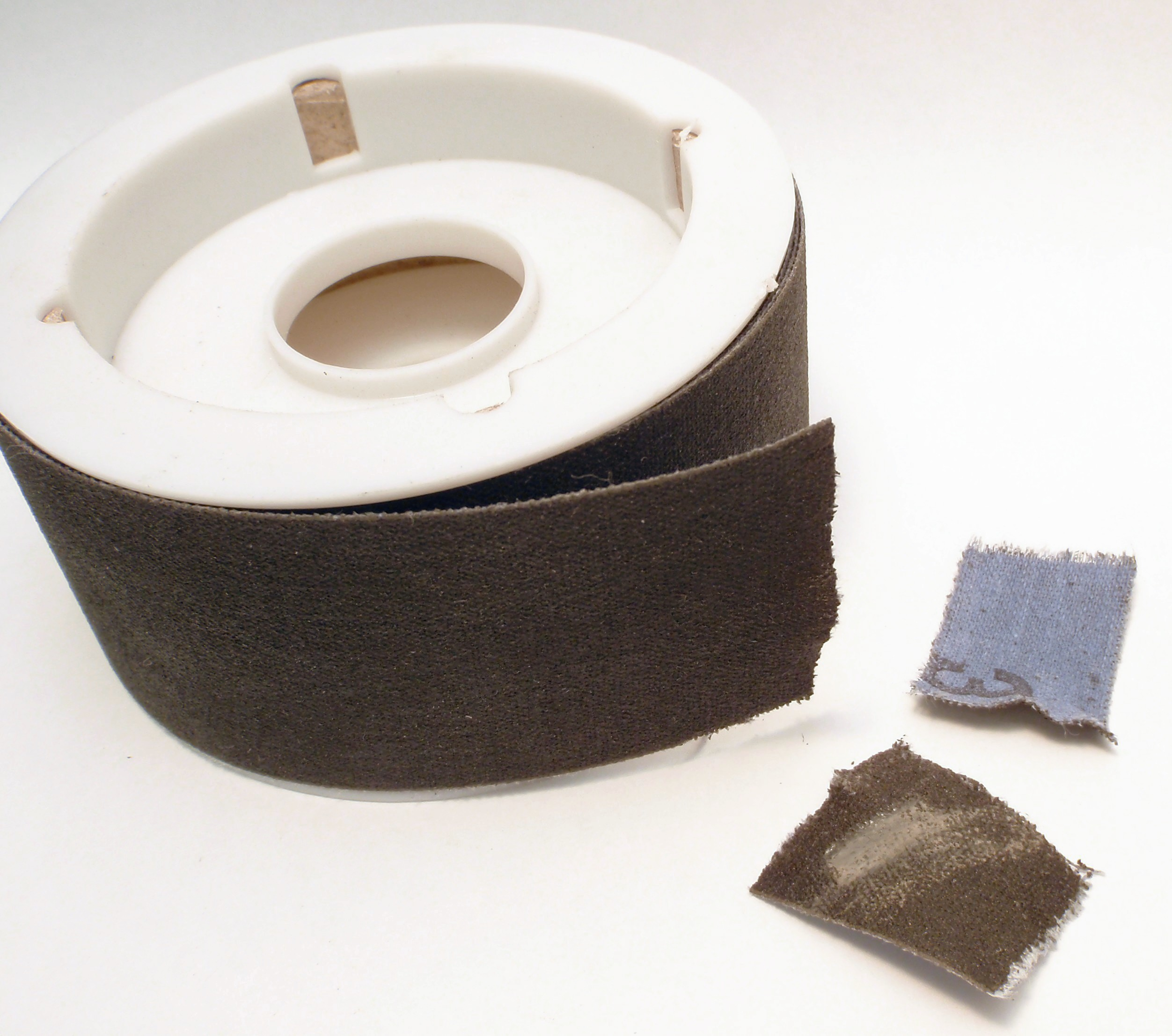
Tela d'esmeril de gra 320

La tela d'esmeril és un tipus d'abrasiu revestit que té esmeril enganxat a una tela. Es fa servir per treballar el metall a mà. Pot vendre's en fulles o en rotlles estrets, típicament de 25 o 50 mm d'amplada, sovint descrits com a "cinta d'esmeril". El respatller de tela fa que la tela d'esmeril sigui més resistent a la tensió que el paper, però, així i tot, permet que un full es trenqui convenientment a mida. L'esmeril (en gran part desplaçat per productes millorats com l'òxid d'alumini i el carbur de silici) s'utilitza per fregar superfícies molt desgastades i aspres fins a obtenir un acabat llis i brillant, especialment a la rellotgeria. El paper d'esmeril, més comunament, té un respatller de paper i generalment és un gra més fi.
L'esmeril es va considerar un abrasiu adequat per al treball de ajustador o l'ajust final de peces d'acer per a un ajustament perfecte. Tenia l'avantatge que, a diferència dels abrasius més durs, no es considerava que incrustés rastres d'abrasiu en els components polits posteriorment. L'esmeril també es va utilitzar per a la neteja, com a mitjà per eliminar l'òxid dels components d'acer polit.
Tant la tela d'esmeril com el paper encara es venen en ferreteries i botigues, però han estat reemplaçats en gran manera pel'ús més gran de poliment a màquina per obtenir una mida de precisió, cosa que ha minimitzat o eliminat la necessitat d'ajust manual; la disponibilitat generalitzada d'eines manuals motoritzades que empren accessoris de poliment i polit com rodes trasllapades; i un canvi a altres formes d'abrasiu, com l'òxid d'alumini, zircònia d'alumini i carbur de silici.

### Graus
L'esmeril es classifica en la mida de gra mitjana, enganxat al respatller. Les mides comunes són, de gruix a fi: 40, 46, 54, 60, 70, 80, 90, 100, 120, 180, 220, 320, F i FF. S'utilitza un drap de grau 46 o 54 en treballs de poliment bast, mentre que un drap de gra 220 a 320 donarà un bon poliment (metal·lúrgia).